# Публицистический стиль
Публицистический стиль служит для воздействия на людей через средства массовой информации (газеты, журналы, телевидение, афиши, буклеты). Он характеризуется наличием общественно-политической лексики, логичностью, эмоциональностью, оценочностью, побудительностью. В нём узко используется, помимо нейтральной, высокая, торжественная лексика и фразеология, эмоционально окрашенные слова, употребление коротких предложений, рубленая проза, безглагольные фразы, риторические вопросы, восклицания, повторы и др.
На языковых особенностях данного стиля сказывается широта тематики: возникает необходимость включения специальной лексики, требующей пояснений. С другой стороны, ряд тем находится в центре общественного внимания, и лексика, относящаяся к этим темам, приобретает публицистическую окраску. Среди таких тем следует выделить политику, экономику, образование, здравоохранение, криминалистику, военные темы.
Функции публицистического стиля:
- Информационная — стремление в кратчайший срок сообщить людям о свежих новостях;
- Воздействующая — стремление повлиять на мнение людей по поводу какой-либо общественно-политической или социальной проблемы.

Задача речи:
- воздействовать на массовое сознание;
- призывать к действию;
- сообщать информацию.

Для публицистического стиля характерно использование оценочной лексики, обладающей сильной эмоциональной окраской (энергичный старт, твёрдая позиция, тяжелейший кризис).
Этот стиль употребляется в сфере политико-идеологических, общественных и культурных отношений. Информация предназначена не для узкого круга специалистов, а для широких слоёв общества, причём воздействие направлено не только на разум, но и на чувства.
Лексика имеет ярко выраженную эмоционально-экспрессивную окраску, включает разговорные, просторечные и жаргонные элементы. Лексика, характерная для публицистического стиля, может употребляться и в других стилях: в официально-деловом, научном. Но в публицистическом стиле она приобретает особую функцию — создать картину событий и передать адресату впечатления журналиста от этих событий.